# 細谷佳正・増田俊樹の全力男子
『細谷佳正・増田俊樹の全力男子』（ほそやよしまさ・ますだとしきのぜんりょくだんし）は、2011年10月9日から2013年3月31日まで文化放送にて放送されたラジオ番組である。

## パーソナリティ
- 細谷佳正
- 増田俊樹

ユニット名：Max Boys
番組内での呼び方は普段と同じで、細谷を「兄さん」、増田を「だーます」と呼び合っている。

## 番組概要
- 共演が殆ど無い[4]ものの、広島県出身で「生き方が不器用」などの共通点を持つ二人が、トークにも全力で真っ直ぐにぶつかっていく番組。
- 番組のラジオネームは「Maxネーム」。由来は、番組名を英訳した「Max Boy」から。

## 番組内での出来事

### 歌関連
- 第6回放送から「二人で歌を出したい」と、フリートークだけでなくコーナーも使用し、リスナーからも意見を募り、提供元のユニバーサルミュージックに対してアピールを始める。その後、第11回放送にて、念願のCD制作決定を発表した。
- 第13回にて、ユニット名・曲名・発売日等の情報が発表された。その後、第15回に表題曲の『大切なもの』、第16回にカップリング曲の『Sakura』が初披露された。
- 第34回放送の公開録音にて、2ndシングルが夏に発売される事が発表された。
- 第37回にて、2ndシングルの曲名・発売日等の情報が発表された。その後、第38回と第39回に表題曲の『HEART & SOUL』、第40回と第41回にカップリング曲の『恋のキセキ』の1番と2番が、それぞれ初披露された。
- 第37回（2012年6月24日）では、2ndシングルの情報解禁を記念して、表題曲『HEART & SOUL』の歌詞を朗読する特別企画『全力朗読会』が行われた。
- 第42回（2012年7月29日）より、オープニング曲が『HEART & SOUL』に変更された。
- 第44回（2012年8月12日）は、2ndシングル発売記念の特別企画『夏だ！クイズだ！Max Boysだ！』が行われた。
- 第51回（2012年9月30日）にて、MaxBoysとして『Original Entertainment Paradise"おれパラ"(神戸公演)』への出演決定が発表された。[5]
- 第54回（2012年10月21日）にて、1stアルバムの発売決定が発表された。第55回にて、タイトルと先行放送及び配信決定も発表された。
- 第57回（2012年11月11日）より、1stアルバム収録の新曲を順次解禁された。
- 第73回（2013年3月3日）にて、MaxBoysの活動が4月17日の新曲発売をもって終了すると発表された。
- 第75回（2013年3月17日）にて、3rdシングルの表題曲『旅立つ君の横顔に』とカップリング曲『魔法』が初披露された。また、オープニング曲に『旅立つ君の横顔に』が使用された。

### 番組関連
- 第13回の放送日が2012年1月1日という事もありコーナーを全て休止して、お酒を飲みながらの新年会を行った。
- 第17回（2012年2月5日）では、細谷の誕生日が近いという事で、誕生日特別企画『30歳の男子試験』が行われた。また、3月21日にDJCDの発売決定も発表された。
- 第21回（2012年3月4日）では、増田の誕生日が近いという事で、誕生日特別企画『細谷養成所』が行われた。
- 第23回（2012年3月18日）より、DJCD第1巻内で収録された新ジングルの使用が開始した。
- 第25回（2012年4月1日）より、『紅葉兄弟のお悩み相談』が休止される。
- 第26回（2012年4月8日）にて、新コーナーが発表・披露された。
- 第34回（2012年6月3日）と第35回（2012年6月10日）は、5月26日に初めて行われた公開録音の模様が放送された。
- 第43回（2012年8月5日）では、前半のみ文化放送の屋上で収録しながら番組を進行しつつかき氷を食べる模様が放送された。
- 第47回（2012年9月2日）にて、DJCD第2弾の発売決定及び発売日が発表された。
- 第61回（2012年12月9日）は、当日出演のライブ『おれパラ神戸』終了後、東京・文化放送から番組初の生放送が行われた。
- 第64回（2012年12月30日）は、年末特別企画『全力プレイバック』が行われた。
- 第65回（2013年1月6日）は、新年一発目の放送という事で、お酒を飲みながら『ふつおた』のみを行った。
- 第73回にて、4月17日のDJCDの発売と、3月31日の放送で番組が終了する事が発表された。
- 第75回では、DJCDのタイトル『君と僕たちの思い出篇』発表と、3rdシングル&DJCD発売記念の特別企画『春だ！エールだ！BaxMoysだ！』が行われた。

## コーナー
紅葉兄弟のお悩み相談
広島弁で喋る紅葉兄弟の弟（増田）が悩みのお便りを読み、兄（細谷）が答える。第25回から休止中。
全力劇団
毎回異なる設定・キャラクターで行われるショートラジオドラマ。
全力ランキング
パーソナリティの二人が週替わりで、独自のランキングのベスト3を発表する。
ジングル前の一言
パーソナリティの二人が交互に一言呟く。前半と終盤に行われる事が多いが、一度のみの場合が多い。
電話メッセージ
電話での会話という設定で、甘い言葉を囁く。パーソナリティの二人が週替わりで担当しており、エンディング後に行われる。
全力一言コール
パーソナリティの二人が週替わりで、かっこいい台詞を言う。かっこよく言えないとオープニングが開始しない。
Max Boys王座決定戦！教えて、女子の本音
二人が、決められたシチュエーションで、かっこいい台詞を即興で披露し、勝敗をリスナーの投票で決める。
尚、台詞を言う時のモットーは「逃げない！照れない！赤くならない！」。
開校！細谷アカデミー
先生・細谷が生徒・増田に「大人に必要な事」を教え、実践させる。増田誕生日企画のレギュラー化。
真っ直ぐ道！増田道場
曲がった事が大嫌いな増田三段が、リスナーの日常のたるんだ行動に活を入れる。途中から、アイテムや第三者も含むようになった。

## コーナー録
| 放送 リスト | 放送日         | 全力劇団【物語内容】                         | 全力ランキング 【テーマ】                                               | Max Boys王座決定戦！ 教えて女子の本音 【テーマと勝敗】                       |
| ----------- | -------------- | -------------------------------------------- | ----------------------------------------------------------------------- | ---------------------------------------------------------------------------- |
| 第1回       | 2011年10月9日  | 放課後の教室                                 | 細谷佳正が思う女の子がキュンとすると思う言葉                            |                                                                              |
| 第2回       | 2011年10月16日 | 夜中の会社                                   | 増田俊樹が思う女の子がキュンとすると思う仕草                            |                                                                              |
| 第3回       | 2011年10月23日 | 幼稚園のお昼寝                               | 細谷佳正が女の子に作ってほしい料理                                      |                                                                              |
| 第4回       | 2011年10月30日 | 後輩の看病をする大学生                       | 増田俊樹が思う女の子に着てほしいコスチューム                            |                                                                              |
| 第5回       | 2011年11月6日  | 休止                                         | 細谷佳正が思う細谷佳正のチャームポイント                                |                                                                              |
| 第6回       | 2011年11月20日 | 執事と坊ちゃんの朝                           | 増田俊樹が思う女の子にモテると思う趣味                                  |                                                                              |
| 第7回       | 2011年11月27日 | 高校生の部活動                               | 休止                                                                    |                                                                              |
| 第8回       | 2011年12月4日  | ライブハウス                                 | 休止                                                                    |                                                                              |
| 第9回       | 2011年12月11日 | 休止                                         | 僕達二人に歌を歌わせると、こんな良い特典があるぞ！                      |                                                                              |
| 第10回      | 2011年12月18日 | 休止                                         | 増田俊樹が2011年、最高にかっこよかった瞬間                              |                                                                              |
| 第11回      | 2011年12月25日 | クリスマスのケーキ屋                         | 休止                                                                    |                                                                              |
| 第13回      | 2012年1月8日   | 休止                                         | 細谷佳正の“俺、大人になったな”と思う瞬間                                |                                                                              |
| 第14回      | 2012年1月15日  | 受験生の補習授業                             | 休止                                                                    |                                                                              |
| 第15回      | 2012年1月23日  | 休止                                         | 増田俊樹が思う男子として大切なもの                                      |                                                                              |
| 第16回      | 2012年1月30日  | 時代劇・全力組                               | 休止                                                                    |                                                                              |
| 第18回      | 2012年2月12日  | 休止                                         | 細谷佳正がバレンタインに貰いたい大切なもの                              |                                                                              |
| 第19回      | 2012年2月19日  | 『Sakura』スペシャル 引っ越し / 同窓会       | 休止                                                                    |                                                                              |
| 第22回      | 2012年3月11日  | 休止                                         | 増田俊樹のホワイトデーに女子が喜ぶと思うお返し                          |                                                                              |
| 第23回      | 2012年3月18日  | 卒業するバスケ部の先輩と憧れる後輩           | 休止                                                                    |                                                                              |
| 第24回      | 2012年3月25日  | 休止                                         | 細谷佳正の春になったら、これをやるぞ！                                  |                                                                              |
| 第25回      | 2012年4月1日   | 休止                                         | 増田俊樹の辞めたい・・・でも辞められない！ いや、春になったら辞める！！ |                                                                              |
| 第26回      | 2012年4月8日   | 休止                                         | 休止                                                                    | お花見で、桜に見惚れている彼女に一言                                         |
| 第29回      | 2012年4月29日  | 休止                                         | 休止                                                                    | 前回勝者：増田 彼女が作ってくれたお弁当が、美味しくなかった時の一言          |
| 第30回      | 2012年5月6日   | ホワイトタイガーの命名式                     | 休止                                                                    | 休止                                                                         |
| 第33回      | 2012年5月27日  | 休止                                         | 休止                                                                    | 前回勝者：増田 ナンパをされて困っている彼女を助ける一言                      |
| 第34回      | 2012年6月3日   | 全力劇団のオーディション                     | 休止                                                                    | 休止                                                                         |
| 第36回      | 2012年6月17日  | 新人ホストの練習                             | 休止                                                                    | 休止                                                                         |
| 第38回      | 2012年7月1日   | 休止                                         | 休止                                                                    | 前回勝者：細谷 デートの帰りに、寝ちゃった彼女への一言                        |
| 第41回      | 2012年7月22日  | 猫のお見合い相談                             | 休止                                                                    | 休止                                                                         |
| 第42回      | 2012年7月29日  | 休止                                         | 休止                                                                    | 前回勝者：細谷 初めて水着姿を披露した彼女への一言                            |
| 第45回      | 2012年8月19日  | 『恋のキセキ』スペシャル 夏祭り・俊樹の告白  | 休止                                                                    | 休止                                                                         |
| 第46回      | 2012年8月26日  | 『恋のキセキ』スペシャル 帰省・5年越しの告白 | 休止                                                                    | 休止                                                                         |
| 第47回      | 2012年9月2日   | 休止                                         | 休止                                                                    | 前回勝者：増田 二人きりなのに、犬とばかり遊んでいる彼女への一言              |
| 第50回      | 2012年9月23日  | 埋蔵金探し                                   | 休止                                                                    | 休止                                                                         |
| 第51回      | 2012年9月30日  | 休止                                         | 休止                                                                    | 前回勝者：細谷 デートの途中に離れ離れに！やっと見付けた彼女に一言            |
| 第54回      | 2012年10月21日 | 男子校の文化祭 『ロミオとジュリエット』      | 休止                                                                    | 休止                                                                         |
| 第55回      | 2012年10月28日 | 休止                                         | 休止                                                                    | 前回勝者：増田 カラオケデートで、彼女がちょっとだけ歌下手だった時の一言      |
| 第58回      | 2012年11月18日 | 頑固爺さんと猫                               | 休止                                                                    | 休止                                                                         |
| 第59回      | 2012年11月25日 | 休止                                         | 休止                                                                    | 前回勝者：細谷 大ピンチ！彼女の前で誕生日を間違えてしまった時の一言          |
| 第63回      | 2012年12月23日 | 幼馴染みのクリスマス                         | 休止                                                                    | 休止                                                                         |
| 第67回      | 2013年1月20日  | 休止                                         | 休止                                                                    | 前回勝者：細谷 一ヶ月振りに会った彼女が、ちょっとプヨっとしていた時の一言    |
| 第70回      | 2013年2月10日  | サプライズ誕生日                             | 休止                                                                    | 休止                                                                         |
| 第71回      | 2013年2月17日  | 休止                                         | 休止                                                                    | 前回勝者：増田 付き合って1年。マンネリ気味でデートもつまならそうな彼女に一言 |
| 第74回      | 2013年3月10日  | 忘れられた誕生日                             | 休止                                                                    | 休止                                                                         |
| 第76回      | 2013年3月24日  | 休止                                         | 休止                                                                    | 前回勝者：細谷 卒業式、片想いのあの子へ告白の一言 今回及び総合勝者：細谷     |

## 番組CD

### シングル
| 枚  | 発売日        | タイトル         | 楽曲                            | 規格品番   | 規格品番   | 最高位 |
| 枚  | 発売日        | タイトル         | 楽曲                            | 初回限定盤 | 通常盤     | 最高位 |
| --- | ------------- | ---------------- | ------------------------------- | ---------- | ---------- | ------ |
| 1st | 2012年2月15日 | 大切なもの       | 「大切なもの」 「Sakura」       | UMCA-59003 | UMCA-50011 | 26位   |
| 2nd | 2012年8月15日 | HEART & SOUL     | 「HEART & SOUL」 「恋のキセキ」 | UMCA-59006 | UMCA-50020 | 44位   |
| 3rd | 2013年4月17日 | 旅立つ君の横顔に | 「旅立つ君の横顔に」 「魔法」   | UMCA-59013 | UMCA-50030 | 32位   |

### アルバム
| 枚  | 発売日         | タイトル   | 楽曲 | 規格品番   | 規格品番   | 最高位 |
| 枚  | 発売日         | タイトル   | 楽曲 | 初回限定盤 | 通常盤     | 最高位 |
| --- | -------------- | ---------- | --- | ---------- | ---------- | ------ |
| 1st | 2012年12月12日 | 大切なうた | 「I wish」 「消えない絆」 「HEART & SOUL」 「恋のキセキ」 「ボタン」 「ハートブレイカー」 「Sakura」 「サヨナラの裏側で」 「大切なもの」 | UMCA-10992 | UMCA-10011 | 52位   |